# 航空工場整備士
航空工場整備士（こうくうこうじょうせいびし）は、航空従事者国家資格のうちの1つ。国土交通省管轄。

## 概要
航空機の部品の整備を行うのに必要な資格である。
機体構造関係、機体装備関係、ピストン発動機関係、タービン発動機関係、プロペラ関係、計器関係、電子装備品関係、電気装備品関係、無線通信機器関係の種別になっている。
国家試験は年2回実施される（実施は国土交通省）。試験には18歳以上の年齢制限のほか、一定の飛行経歴（整備経験）が必要になる。

## 試験科目
- 学科

1. 航空力学・取扱知識
2. 機体知識
3. 整備・改造・点検知識
4. 法規

- 実技

1. 機体の装備品の取扱
2. 整備・検査
3. 搭載重量配分・重心位置の計算